# Хуан Карлос Вељидо
Хуан Карлос Вељидо (шп. Juan Carlos Vellido; рођен 18. марта 1968. године у Барселони) је шпански глумац.
Поред бављења глумом, Хуан Карлос Вељидо је објавио и два књижевна дела: Escorzos и El hombre que vivía en una pecera.
Вељидо је био један од гостију 39. ФЕСТ-а, присуствујући пројекцији филма „18 оброка“ Хорхеа Коире.

## Филмографија
| Улоге Хуана Карлоса Вељида |                                       |               |                    |          |
| Година                     | Српски назив                          | Изворни назив | Улога              | Напомена |
| 2001.                      |                                       |               | глумац             |          |
| 2002.                      |                                       |               | Анхел              |          |
| 2003.                      |                                       |               | Рамиро             |          |
| 2003.                      |                                       |               | глумац             |          |
| 2008.                      |                                       |               | професор анатомије |          |
| 2009.                      |                                       |               | Хуан               |          |
| 2010.                      | 18 оброка                             |               | Хуан               |          |
| 2010.                      |                                       |               | режисер            |          |
| 2011.                      | Пирати са Кариба: На чуднијим плимама |               | шпански капетан    |          |